# Памятная медаль «Участнику специальной военной операции»
Памятная медаль «Участнику специальной военной операции» — официальный геральдический знак — памятная медаль Федеральной службы войск национальной гвардии Российской Федерации. Учреждена 26 мая 2022 года для участников российского вторжения на Украину.

## История
24 февраля 2022 года Россия начала вторжение на Украину. Согласно российскому законодательству, Вооружённые силы Российской Федерации проводят «специальную военную операцию на территориях Украины, Донецкой Народной Республики и Луганской Народной Республики». В документах и заявлениях официальных лиц ООН военный конфликт на Украине характеризуется как война.
Приказом Федеральной службы войск национальной гвардии Российской Федерации от 26 мая 2022 года № 170 учреждена памятная медаль «Участнику специальной военной операции»; документ зарегистрирован Министерством юстиции РФ и опубликован 27 июня 2022 года.

## Положение о медали
Согласно положению о памятной медали, утверждённом Приказом Федеральной службы войск национальной гвардии Российской Федерации от 26 мая 2022 года № 170, награда вручается:
- «военнослужащим, лицам, проходящим службу в войсках национальной гвардии РФ и имеющим специальные звания полиции, федеральным государственным гражданским служащим и работникам войск национальной гвардии, принимавшим участие в специальной военной операции, за добросовестную военную службу (службу)»[3];
- «лицам, ранее проходившим военную службу (службу, осуществлявшим трудовую деятельность) в войсках национальной гвардии, принимавшим участие в специальной военной операции, положительно характеризовавшимся на службе»[3];
- «лицам, отличившимся в оказании содействия в выполнении задач, возложенных на войска национальной гвардии, при проведении специальной военной операции»[3].

## Описание
Медаль состоит из основы медали и пятиугольной колодки. Основа медали изготавливается из нейзильбера и имеет форму круга серебристого цвета, имеет выпуклый бортик с обеих сторон. Диаметр — 32 миллиметра. 
На аверсе медали помещено серебристое стилизованное изображение военнослужащего с автоматом на фоне сложенной втрое серебристой ленты в виде буквы Z. Над изображением полукругом помещена надпись крапового цвета «УЧАСТНИКУ СПЕЦИАЛЬНОЙ ВОЕННОЙ ОПЕРАЦИИ». Под изображением помещён полукруглый лавровый венок, перевитый лентой с надписью крапового цвета «РОСГВАРДИЯ».
На реверсе медали в верхней части размещено изображение геральдического знака — эмблемы войск национальной гвардии РФ, в нижней части в две строки помещена надпись «ВОЙСКА НАЦИОНАЛЬНОЙ ГВАРДИИ РОССИЙСКОЙ ФЕДЕРАЦИИ».
Основа медали посредством ушка и колечка крепится к прямоугольной колодке, которая обтянута муаровой лентой крапового цвета. Левая половина лента обрамлена полосами синего цвета (ширина — по 1 миллиметру), а правая — полосами белого цвета (ширина — по 2 миллиметра). В центра правой половины ленты помещена полоса жёлтого цвета (ширина — 1 миллиметр). Ширина ленты составляет 24 миллиметра.

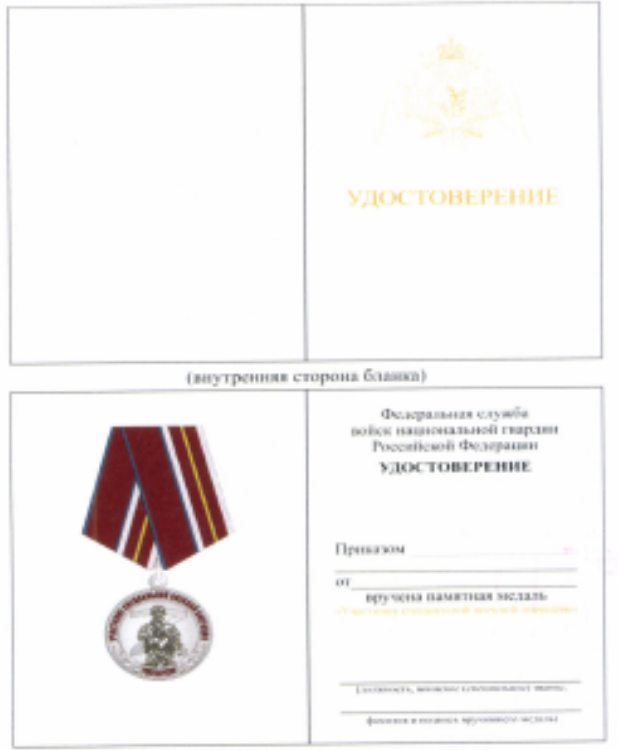
Удостоверение медали
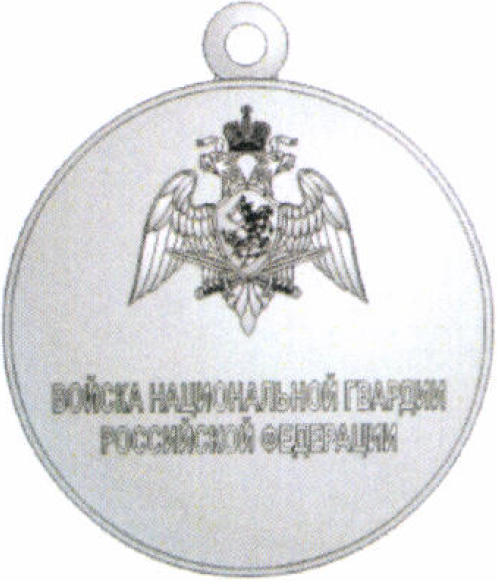
Реверс медали